# توم مكينتوش
توم مكينتوش (بالإنجليزية: Tom McIntosh)‏ (1966 في الولايات المتحدة - ) هو مدرب كرة قدم ولاعب كرة قدم أمريكي في مركز الوسط.

## وصلات خارجية
- توم مكينتوش على موقع قاعدة بيانات كرة القدم.إي يو (الإنجليزية)